# Нижне-Сергинский завод
Ни́жне-Серги́нский чугуноплави́льный и железоде́лательный заво́д (Серги́нский Нижний) — старейший металлургический завод Среднего Урала, основанный Н. Н. Демидовым в 1740 году на реке Серге. В 2001 году был объединён с Ревдинским металлургическим заводом и преобразован в Нижнесергинский метизно-металлургический завод.

## История
Место для строительства завода было найдено приказчиками Шайтанского завода Демидовых Александром Копыловым и Антоном Набутовским летом 1739 года. Указ Берг-коллегии о строительстве завода в 103 верстах к юго-западу от Екатеринбурга на купленной у башкир земле был подписан 24 октября 1740 года.
Первопоселенцами заводского посёлка стали крепостные крестьяне Н. Н. Демидова, выходцы из Московской, Нижегородской и Тверской губерний. Строительство завода началось в 1743 году, а 13 ноября 1744 года была запущена первая домна. Впоследствии была запущена вторая домна и 10 кричных молотов. Плотина имела длину 149,1 м. С 1748 по 1755 годы завод не функционировал. В 1770 году в составе завода работали 2 доменные печи, 10 кричных молотов с 16 горнами, 2 кузницы с 7 горнами, меховая фабрика. В 1769—73 годах годовое производство чугуна составляло 122—258 тыс. пудов.
16 января 1774 года завод вновь был остановлен из-за начавшейся крестьянской войны. Часть рабочих перешла на сторону пугачёвцев, завод был разграблен, постройки сожжены. В середине октября 1774 года завод был восстановлен и запущен в работу.
После раздела наследства Н. Н. Демидова в 1758 году Верхне- и Нижне-Сергинские заводы перешли во владение его сына, И. Н. Демидова. В 1789 году он продал оба завода Губину М. П. за 600 тыс. рублей. С 1790 года изготовленные на Нижне-Сергинском заводе чугун и кричная болванка стали отправляться для передела на Атигский завод.
В 1799 года Нижне-Сергинский завод полностью сгорел, в конце XVIII — начале XIX века шли восстановительные работы. 16 мая 1833 произошёл очередной пожар, уничтоживший значительную часть завода.
В 1840-х годах на заводе действовала 1 домна высотой 12,1 м, 22 кричных горна и 19 молотов, на заводе числилось 1828 рабочих. Производились полосовое, брусчатое, связное железо, болванка для шинного и каретного сортов. В 1847 году кричные горны реконструировали для перехода на контуазский способ производства. Работа оборудования обеспечивалась 28 водяными колёсами общей мощность в 624 л. с..
После смерти М. П. Губина завод унаследовал его сын Константин. С 1848 года заводами фактически владели опекуны малолетних наследников, что привело к образованию значительных долгов.
В 1859 года в составе завода действовали 1 домна, 25 кричных горнов, 1 калильная печь и вагранка. В 1860-х годах дополнительный к собственному чугун поставлялся с Уфалейских заводов. До 50 % нижнесергинского болваночного железа отправлялось для передела в листовое на Михайловский завод.
В 1861-67 и в 1879-81 годах из-за финансовых проблем Сергинские заводы находились в казённом управлении. В 1881 году заводы акционировались и находились вплоть до 1917 года в ведении «Товарищества Сергинско-Уфалейских горных заводов».
В 1886 году домна была переведена на нагретое дутьё, в 1888 году были запущены 2 мартеновские печи ёмкостью по 10 т. В мае 1890 года кричное производство было остановлено и заменено прокатной фабрикой. В 1894 году была построена третья мартеновская печь ёмкостью в 12 — 15 т. Мартеновская сталь Нижне-Сергинского завода обеспечивала собственные потребности, а также поставлялась на Верхне-Сергинский и Михайловский заводы.
К началу XX века бо́льшая часть водяных колёс была заменена паровыми машинами. В 1897 году была построена вторая домна, но неблагоприятная рыночная обстановка привела к тому, что в 1901—1904 годах одна из домен простаивала. В 1902—1905 годах на заводе был установлен крупносортный стан, с газомоторным приводом. В 1906 году на заводе функционировали 2 доменные печи производительностью 800 тыс. пудов чугуна в год, 3 мартеновские печи производительностью 1,5 млн пудов слитков в год, 1 котельный прокатный стан-трио, 1 крупносортный стан-трио, механическая мастерская с 25 станками. После 1908 года была ликвидирована 1 домна и 1 мартен.
В годы Первой мировой войны завод работал на нужды обороны в аренде у бельгийских промышленников, братьев Берж. 4 мая 1916 года из-за отсутствия топлива на заводе была остановлена доменная печь.
27 декабря 1917 года Нижне-Сергинский завод был национализирован. В годы Гражданской войны завод испытывал большие трудности с обеспечением рабочей силой и транспортом и в 1919 году был остановлен. Завод проработал в период с осени 1919 года до августа 1921 года, позднее работа была восстановлена лишь с весны 1923 года.
Позднее предприятие было преобразовано в Нижнесергинский металлургический завод, с 2001 года объединившийся с Ревдинским металлургическим заводом в единый комплекс Нижнесергинского метизно-металлургического завода.